# Amphipteryx agrioides
Amphipteryx agrioides – gatunek ważki z monotypowej rodziny Amphipterygidae; stanowi gatunek typowy rodzaju Amphipteryx. Występuje na terenie Ameryki Centralnej (południowy Meksyk, Gwatemala, Honduras).
Gatunek ten opisał w 1853 roku Edmond de Sélys Longchamps w oparciu o pojedynczy okaz samicy. Jako miejsce odłowu holotypu autor wskazał Kolumbię, nie podając jednak dokładnej lokalizacji. W 1854 roku uściślił, że chodzi o prowincję Cumaná (obecnie Wenezuela). Jest to najprawdopodobniej lokalizacja błędna, gdyż obecność tego gatunku (ani innych gatunków z rodzaju Amphipteryx) w Ameryce Południowej nie została potwierdzona; prawdopodobnie holotyp został odłowiony w południowym Meksyku.